# Municipio de Porter (condado de Clarion)
El municipio de Porter (en inglés: Porter Township) es un municipio ubicado en el condado de Clarion en el estado estadounidense de Pensilvania. En el año 2000 tenía una población de 1.466 habitantes y una densidad poblacional de 12.7 personas por km².

## Geografía
El municipio de Porter se encuentra ubicado en las coordenadas 40°59′50″N 79°22′19″O / 40.99722, -79.37194.

## Demografía
Según la Oficina del Censo en 2000 los ingresos medios por hogar en la localidad eran de $31,761 y los ingresos medios por familia eran de $36,576. Los hombres tenían unos ingresos medios de $30,057 frente a los $21,583 para las mujeres. La renta per cápita de la localidad era de $14,647. Alrededor del 10,6% de la población estaba por debajo del umbral de pobreza.